# Науорт
Науорт (нім. Nauort) — громада в Німеччині, розташована в землі Рейнланд-Пфальц. Входить до складу району Вестервальд. Складова частина об'єднання громад Рансбах-Баумбах.
Площа — 6,42 км2. Населення становить 2224 ос. (станом на 31 грудня 2020).